# Edgerton Roland Clarke
Edgerton Roland Clarke (* 14. Februar 1929 in Cambridge (Jamaika); † 13. Februar 2025 in Kingston) war ein jamaikanischer römisch-katholischer Geistlicher und Erzbischof von Kingston in Jamaika. 

## Leben
Edgerton Roland Clarke empfing am 2. Februar 1960 die Priesterweihe für das Bistum Kingston.
Papst Paul VI. ernannte ihn am 14. September 1967 zum ersten Bischof von Montego Bay. Der Apostolische Nuntius in Haiti, Erzbischof Marie-Joseph Lemieux OP, spendete ihm am 30. November desselben Jahres die Bischofsweihe; Mitkonsekratoren waren John Joseph McEleney SJ, Erzbischof von Kingston in Jamaika, und Samuel Emmanuel Carter SJ, Weihbischof in Kingston in Jamaika.
Am 11. November 1994 wurde er zum Erzbischof von Kingston in Jamaika ernannt. Am 17. Februar 2004 nahm Papst Johannes Paul II. seinen altersbedingten Rücktritt an.
Bischof Clarke starb im Februar 2025, einen Tag vor seinem 96. Geburtstag.